# Pont Hercílio-Luz
Le pont Hercílio-Luz est un ouvrage d'art situé dans l'État brésilien  de Santa Catarina, dans la municipalité de Florianópolis. Il fut construit dans les années 1920 pour relier l'île de Santa Catarina au continent, et ainsi permettre la circulation entre la partie insulaire et la partie continentale de la municipalité de Florianópolis.
Son nom vient du gouverneur de l'État de Santa Catarina à l'époque de sa construction, Hercílio Luz, qui fut à l'origine du projet.
Il est aujourd'hui complètement fermé à la circulation mais des projets de restauration existent.

## Caractéristiques[1]
Le pont Hercílio-Luz est un pont suspendu, parmi les plus grands du monde au moment de sa construction et encore le plus important au Brésil. Les travaux commencèrent le 14 novembre 1922 et le pont fut inauguré le 13 mai 1926. Sa longueur totale est de 819 mètres, dont 259 mètres pour le viaduc du côté insulaire, 339 mètres pour le tronçon central et 221 mètres pour le viaduc du côté du continent.
Sa structure d'acier pèse environ 5 000 tonnes, et les piliers et les fondations demandèrent environ 14 250 m3 de béton. Les deux piliers mesurent 75 mètres de hauteur depuis le niveau de la mer et le tablier central est suspendu à 43 mètres de hauteur.

## Histoire[1]
Le pont fut conçu et construit pendant le mandat de gouverneur d'Hercílio Luz afin de créer une liaison terrestre entre l'île et le continent. Le gouverneur, mort en 1924, ne verra cependant pas son projet arriver à sa fin. Il est décédé 12 jours après avoir inauguré une réplique de bois du pont sur la place centrale de Florianópolis, la Praça XV. Le pont, prévu pour s'appeler « pont de l'Indépendance » (Ponte da Independência en portugais), fut finalement nommé « pont Hercílio-Luz », en hommage posthume.
Le projet fut confié aux ingénieurs américains Robinson et Steinman, et tout le matériel de construction fut amené des États-Unis. Le pont fut construit par 19 techniciens américains, assistés par des ouvriers locaux.
L'inauguration du pont, par un après-midi pluvieux, le 13 mai 1926, mit fin à l'isolement des 40 000 habitants de Florianópolis et à leur dépendance envers des bacs pour passer de l'ile au continent, et vice-versa.
Le gouverneur Hercílio Luz s'attela à ce projet, entre autres pour consolider la position de Florianópolis comme capitale de l'État de Santa Catarina. À cette époque, les autres villes de l'État considéraient l'île comme trop isolée pour être le centre administratif et politique de l'État et, par conséquent, souhaitaient que la capitale soit installée à Lages.
Après avoir obtenu un prêt (d'une valeur de près de 2 fois le budget annuel de l'État), le gouvernement lança enfin la construction du pont en 1922. Le remboursement du prêt, souscrit auprès de banques nord-américaines, ne fut achevé qu'en 1978, soit plus de 50 ans après l'inauguration de l'ouvrage.
Dès le lancement du projet, le financement présenta de nombreuses difficultés. La première banque ayant concédé un prêt de 20 000 contos de réis au gouvernement de l'État fit faillite. Il fallut donc souscrire un nouvel emprunt, retardant d'autant le lancement des travaux. De plus, une clause demandée par les banquiers américains, fit que l'État de Santa Catarina se porta garant pour les dettes de l'instruction de la banque en faillite. Finalement, le coût de l'ouvrage atteint plus de 14 milliards de réis.

## Classement[1]
Depuis sa fermeture, en 1982, par mesure de sécurité, le pont sert uniquement de symbole touristique de la ville de Florianópolis. Rouvert aux piétons, aux deux-roues et aux véhicules à traction animale le 15 mars de 1988, il fut à nouveau fermé le 4 juillet 1991, à la suite de la parution d'un rapport sur la viabilité de l'ouvrage en février 1990. La population commença alors à craindre un effondrement du pont.
En 1997, l'œuvre technique est classée au patrimoine historique et artistique de l'État, pour les 71 ans de son inauguration. Un point de vue situé non loin du pont, du côté de l'île, permet de jouir d'une vue splendide sur le pont et sur le centre ville. On y trouve également le musée du Pont (Museu da Ponte) et le parc da Luz.

## Restauration[1]
Un partenariat entre le gouvernement de l'État et la municipalité de Florianópolis a lancé, en 2005, les études de restauration du pont. La première phase des travaux, qui s'est achevée en 2008 a permis le passage de véhicules sur le pont pour la première fois depuis sa fermeture au trafic en 1991. La seconde étape, la plus importante, qui doit s'achever en 2010, doit permettre l'utilisation du pont pour le transport public et notamment le rendre apte à accueillir un métro de surface, actuellement en projet, devant relier l'île au continent.

## Galerie photographique

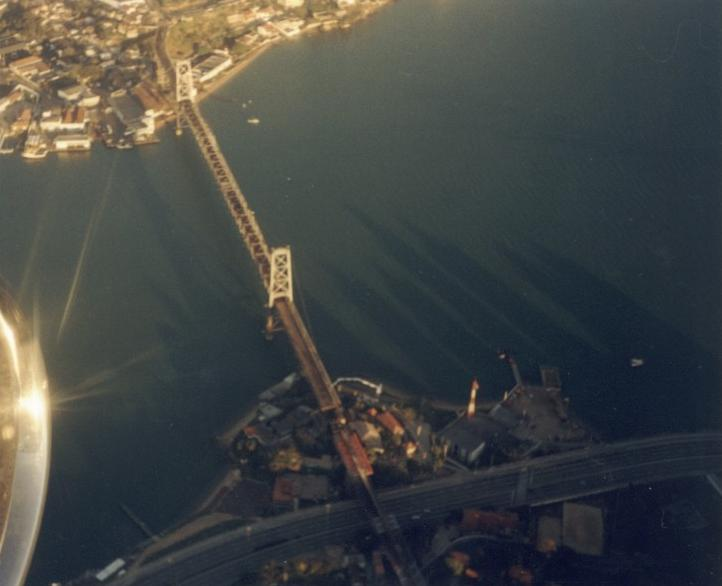
Le pont Hercilio-Luz. Le continent se trouve en partie haute de la photo.
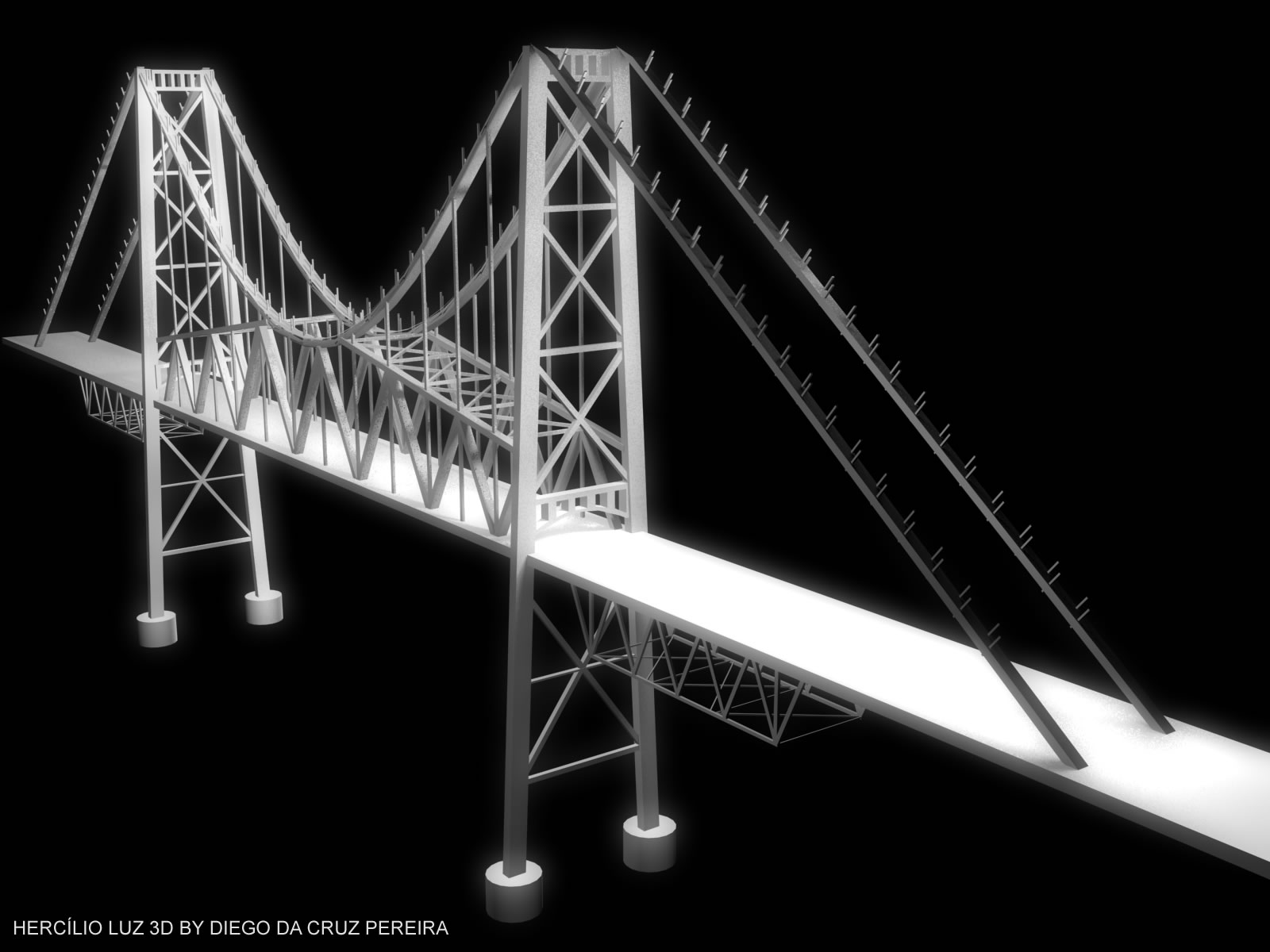
En 3D.
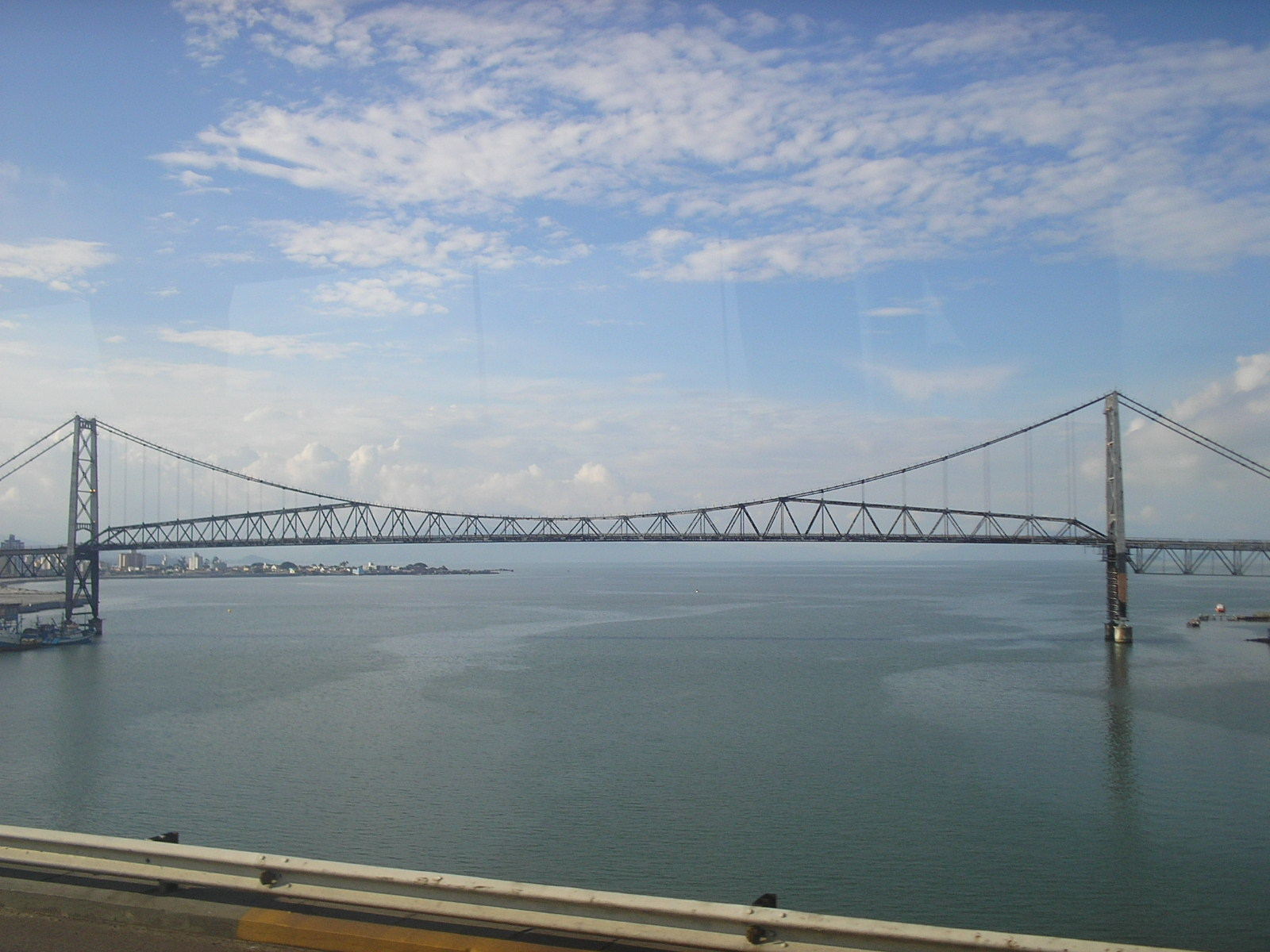
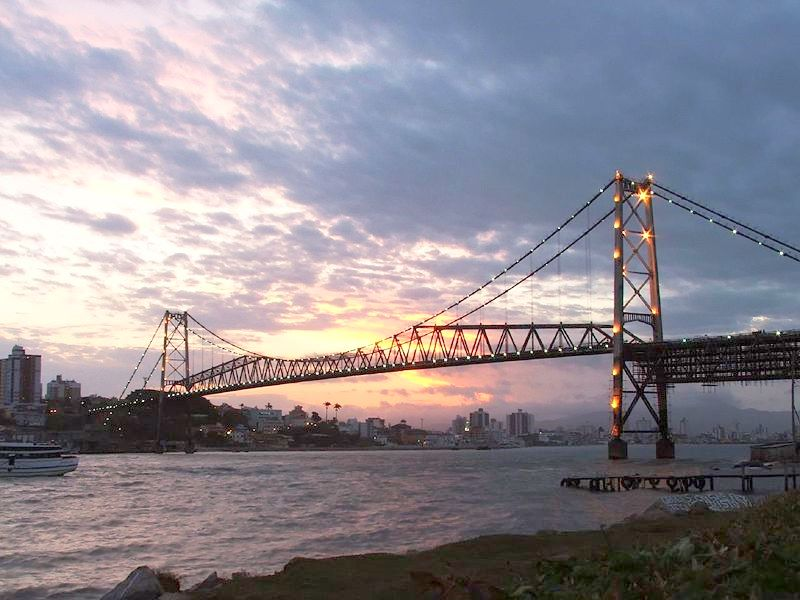
Au soleil couchant.
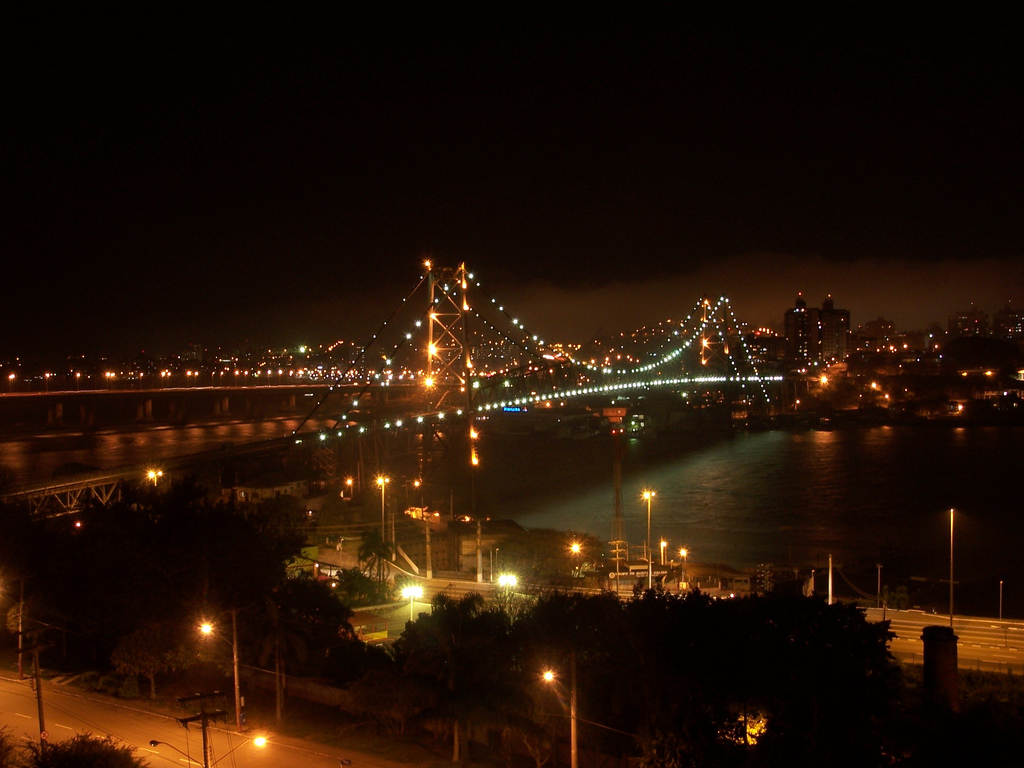

## Sources et références
1. 1 2 3 4  (pt) « Histórico da Ponte Hercílio Luz », sur Departamento Estadual de Infraestructura de Santa Catarina (consulté le 1er août 2010).
2. ↑  (pt) « Ponte Hercílio Luz na Capital recebe carros pela primeira vez em 17 anos », Diário Catarinense (consulté le 7 septembre 2010).
3. ↑  (pt) « Restauração da Ponte Hercílio Luz, em Florianópolis, deve ser concluída até o fim de 2010 », O Globo (consulté le 7 septembre 2010).